# 巴拿马运河条约

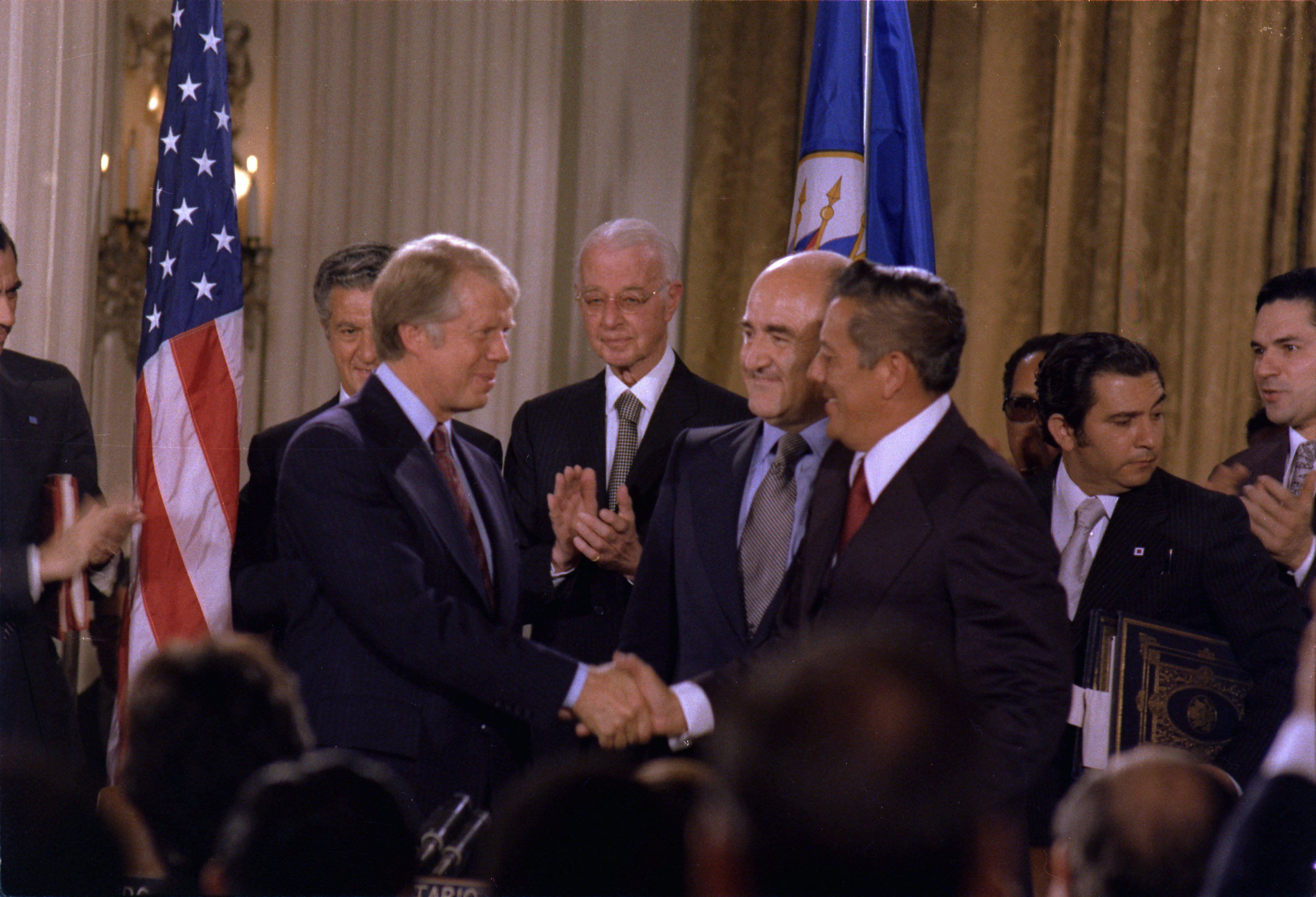
條約簽署後美國總統吉米·卡特及巴拿馬國民衛隊將軍奥马尔·托里霍斯握手

《巴拿马运河条约》（英語：Torrijos–Carter Treaties），又称《托里霍斯-卡特条约》，是巴拿马军政府领导人奧馬爾·托里霍斯与美国总统吉米·卡特于1977年9月7日签订的关于巴拿马运河主权过渡的条约，以取代原1903年签订的旧条约。同年10月1日新条约生效，有效期到1999年12月31日。新条约规定，巴拿马运河由两国官员组成的运河管理委员会管理，运河区的司法和移民机构、海关、邮局等逐步交由巴拿马管辖和经营，新条约期满后，由巴拿马承担运河的管理和防务。